# 大正新脩大藏經
《大正新脩大藏經》（简称大正藏）是大藏經的一个版本。日本大正13年（1924年），高楠順次郎和渡邊海旭組織大正一切經刊行會，小野玄妙等人負責編輯校勘，於1934年印行完成。大正藏是目前學術界應用最廣和比較完備的版本。

## 简介
《大正藏》以再雕《高麗藏》為底本，工作底本是頻伽藏，頻伽藏的底本是弘教藏，弘教藏依宋元明藏校對，大正藏于宋（思溪藏）、元（普寧藏）、明（嘉興藏）外，更參校宮本（宮內省圖書寮藏本，崇寧藏、毗盧藏）及聖語藏（正倉院聖語藏，寫本藏經）和其他古本。
《大正藏》全部100冊，共收集13,520卷，80,634頁，总字数超过1.2亿字。分為正藏55冊、續藏30冊與別卷15冊(圖像部12冊、昭和法寶總目錄3冊)，是當時收錄佛教資料最多的一部大叢書。雖然內容非常完整，但是校訂不全錯漏之處也相當多，因而受到批評，但不減其學術地位，為各佛教寺院與圖書館必備之大藏經版本。1960年，日本「大正新修大藏經刊行會」發起重印，對初印本的若干錯誤作了校正修訂。中華電子佛典協會網站提供了卷1-55及85的電子版日本大正藏網站提供卷1-卷85電子版 圖像部亦已經完成了

## 結構
大正藏部名及卷(冊)列表：

### 阿含部
- 为大正藏第1、2部，共151部经，共460卷

### 本緣部
- 为大正藏第3、4部，共68部经，共184卷

### 般若部
- 为大正藏第5、6、7、8部，共42部经，共806卷

### 法華部·華嚴部
- 为大正藏第9、10部，共48部经，共188卷

### 寶積部·涅槃部
- 为大正藏第11、12部，共87部经，共303卷

### 大集部
- 为大正藏第13部，共28部经，共71卷

### 經集部
- 为大正藏第14、15、16、17部，共423部经

### 密教部
- 为大正藏第18、19、20、21部，共573部经

### 律部
- 为大正藏第22、23、24部，共84部经

### 釋經論部·毘曇部
- 为大正藏第25、26、27、28、29部，共59部经

### 中觀部·瑜伽部
- 为大正藏第30、31部，共64经

### 論集部
- 为大正藏第32部，共65部经，共194卷

### 經疏部
- 为大正藏第33、34、35、36、37、38、39部，共111部经

### 律疏部·論疏部
- 为大正藏第40、41、42、43、44部，共47部经

### 諸宗部
- 为大正藏第44、45、46、47、48部，共175部经

### 史傳部
- 为大正藏第49、50、51、52部，共95部经

### 事彙部·外敎部·目錄部
- 为大正藏第53、54、55部，共64部经

### 古逸部·疑似部
- 为大正藏第85部，共189部经